# Heliothodes suffusana
Heliothodes suffusana är en fjärilsart som beskrevs av Embrik Strand. Heliothodes suffusana ingår i släktet Heliothodes och familjen nattflyn. Inga underarter finns listade i Catalogue of Life.